# 福島リラ
福島 リラ（ふくしま リラ、Rila Fukushima、1980年1月9日 - ）は、日本の女性ファッションモデル・女優。旧芸名、RILA。
東京都出身。国内外のファッション雑誌やファッションショーでトップモデルとして活躍している。海外ブランドの広告や雑誌だけでなく、ミュージック・ビデオやニュー・メディア・アートの分野でも活動。女優としては、ハリウッド映画『ウルヴァリン:SAMURAI』でヒュー・ジャックマンとも共演を果たし、ハリウッドにデビュー。その後、日本国内、及び国外のテレビやドラマにも出演している。

## 来歴
モデル・エージェンシーの社員になろうと思い面接に行ったところ、モデルとしてスカウトされる。日本にて2003年にモデルデビューし、2004年に、ニューヨークへ渡る。アメリカを拠点に、世界中の広告やファッション誌でモデル活動をした後、2011年に帰国し、その後は女優業を主軸とした活動をしている。
モデル業のかたわら、女優の勉強を始め、2013年公開のハリウッド映画『ウルヴァリン:SAMURAI』でヒュー・ジャックマンの相手役に抜擢された。2014年にはNHK大河ドラマ『軍師官兵衛』に出演。2015年には、アメリカのドラマ『ARROW/アロー』シーズン3および『ゲーム・オブ・スローンズ』にも出演している。

## 人物
趣味は音楽鑑賞、歌、ダンス、パフォーマンスアート、殺陣、テコンドー。
特技は英語、茶道、一輪車、水泳。

## 出演

### 広告
- ADDICTION
- DIESEL world campaign
- D&G world campaign
- heatherette world campaign
- BCBG world campaign
- g MALOUS
- PARCO
- ユニクロ
- YOSHIE INABA 他

### 雑誌
- FIGARO Japon
- marie claire
- ELLE
- ELLE Japon
- Italian ELLE
- Italian Vogue
- VOGUE brazil
- NYLON Japon
- DUNE
- an・an
- 流行通信
- relax
- 花椿
- High Fashion
- SPUR 他

### ショー
- LIMIfew
- MIHARA YASUHIRO
- Dress Camp
- heatherette
- Hom ma
- Bottega Veneta
- CHANEL 他

### 映画
- ウルヴァリン:SAMURAI（2013年） - 雪緒 役
- トワイライト ささらさや（2014年） - エリカ 役
- GONIN サーガ（2015年） - 余市 役[7]
- テラフォーマーズ（2016年） - 榊原 役[8]
- ゴースト・イン・ザ・シェル（2017年） - 芸者ロボット[9]
- 蜜蜂と遠雷（2019年） - ジェニファ・チャン 役[10]
- アネット（2021年） - 看護師 役
- かぞく（2023年）[11]
- バレリーナ:The World of John Wick (2025年)‐ペトラ役

### テレビドラマ
- ARROW/アロー シーズン3 - カタナ役（2015年）
- ブラインドスポット タトゥーの女 シーズン4 エピソード1 - Aiko 役（2018年）
- 黒い十人の黒木瞳III「黒い喪主」（2013年6月30日、NHK BSプレミアム）
- 大河ドラマ 軍師官兵衛（2014年、NHK） - お道 役
- ロング・グッドバイ（2014年4月 - 5月、NHK）- リリー 役
- ゲーム・オブ・スローンズ シーズン5 - 〈赤き祭司〉役 （2015年）
- NBCのドラマ"Warrior"のパイロット版にタス役で出演
- ディアスポリス 異邦警察 1話・2話 - 謎の“男”大津役 (2016年、MBS)
- シリーズ横溝正史短編集 金田一耕助登場！ 第2回「殺人鬼」 （2016年11月25日、NHK BSプレミアム） - 加奈子 役
- 100万円の女たち（2017年4月14日 -6月30日 、テレビ東京） - 白川美波 役
- シリーズ横溝正史短編集Ⅱ 金田一耕助踊る！ 第2回「華やかな野獣」（2020年1月25日、NHK BSプレミアム）- 鷲尾刑事 役
- 藤子・F・不二雄 SF短編ドラマ シーズン2「マイシェルター」（2024年4月14日、NHK BS）[12]

### アニメ
- 悪魔城ドラキュラ -キャッスルヴァニア-シーズン3（2020年、Netflix）- スミ 役（英語版）

### ミュージック・ビデオ
- レニー・クラヴィッツ「Where Are We Runnin'」
- Ben Taylor「Wicked Way」
- m-flo「ALL I Want Is You」

### CM
- ダイハツ「MAX」

### 配信ドラマ
- ガンニバル シーズン2（2025年3月19日 - 4月23日、Disney+ Star） - 後藤紅 役[13]